# Kazincbarcikai járás
A Kazincbarcikai járás Borsod-Abaúj-Zemplén vármegyéhez tartozó járás Magyarországon, amely 2013-ban jött létre. Székhelye Kazincbarcika. Területe 341,72 km², népessége 65 828 fő, népsűrűsége 193 fő/km² volt a 2012. évi adatok szerint. Három város (Kazincbarcika, Rudabánya és Sajószentpéter) és 19 község tartozik hozzá.

## Települései
| Település       | Rang (2013. július 15.) | Kistérség (2013. január 1.) | Népesség (2012. január 1.) | Terület (km²) |
| --------------- | ----------------------- | --------------------------- | -------------------------- | ------------- |
| Kazincbarcika   | járásszékhely város     | Kazincbarcikai              | 28 664                     | 36,67         |
| Rudabánya       | város                   | Kazincbarcikai              | 2 488                      | 16,46         |
| Sajószentpéter  | város                   | Miskolci                    | 11 965                     | 34,85         |
| Izsófalva       | nagyközség              | Kazincbarcikai              | 1 739                      | 9,41          |
| Múcsony         | nagyközség              | Kazincbarcikai              | 3 095                      | 17,54         |
| Alacska         | község                  | Miskolci                    | 748                        | 8,56          |
| Alsótelekes     | község                  | Kazincbarcikai              | 135                        | 6,44          |
| Bánhorváti      | község                  | Kazincbarcikai              | 1 335                      | 28,48         |
| Berente         | község                  | Kazincbarcikai              | 1 117                      | 9,22          |
| Dédestapolcsány | község                  | Kazincbarcikai              | 1 426                      | 29,43         |
| Felsőtelekes    | község                  | Kazincbarcikai              | 683                        | 8,45          |
| Kurityán        | község                  | Kazincbarcikai              | 1 598                      | 7,54          |
| Mályinka        | község                  | Kazincbarcikai              | 475                        | 24,21         |
| Nagybarca       | község                  | Kazincbarcikai              | 1 049                      | 14,39         |
| Ormosbánya      | község                  | Kazincbarcikai              | 1 670                      | 7,54          |
| Rudolftelep     | község                  | Kazincbarcikai              | 714                        | 4,39          |
| Sajógalgóc      | község                  | Kazincbarcikai              | 365                        | 10,12         |
| Sajóivánka      | község                  | Kazincbarcikai              | 605                        | 10,23         |
| Sajókaza        | község                  | Kazincbarcikai              | 3 403                      | 30,72         |
| Szuhakálló      | község                  | Kazincbarcikai              | 946                        | 6,96          |
| Tardona         | község                  | Kazincbarcikai              | 1 011                      | 12,29         |
| Vadna           | község                  | Kazincbarcikai              | 597                        | 7,82          |